# Bandeira da Escócia

Bandeira da Escócia.

A Bandeira da Escócia (em gaélico escocês:  bratach na h-Alba; em scots:  Banner o Scotland), também conhecida como Cruz de Santo André ou Sautor, é a Bandeira da Escócia. Como bandeira nacional, o sautor, mais do que o Estandarte Real da Escócia, é a bandeira correcta para ser hasteada por todos os organismos individuais e corporativos. É também hasteada, sempre que possível, nos edifícios do Governo escocês todos os dias entre as oito da manhã e ao pôr-do-sol, com certas excepções.
De acordo com a história, o apóstolo de Cristo, mártir cristão Santo André, o santo padroeiro da Escócia, foi crucificado numa cruz em forma de "X". A utilização da iconografia familiar do seu martírio, mostrando-o numa cruz em "X", surge pela primeira vez no Reino da Escócia em 1180 durante o reinado de Guilherme I. Aparece de novo em sinetes utilizados nos finais do século XIII, incluindo um usado pelos Guardiões da Escócia, datado de 1286.
A utilização de um símbolo simplificado o qual não representa a imagem de Santo de André, o sautor ou crux decussata, (do latim crux, 'cruz', e decussis, 'com a forma do numeral romano X'), teve início nos finais do século XIV. Em Junho de 1385, o Parlamento da Escócia decretou que os soldados escoceses que serviam em França teriam de usar uma Cruz de Santo André branca, à frente e atrás, para sua identificação.
A referência mais antiga da Cruz de Santo André como bandeira é encontrada no Livro de Horas de Viena, c. 1503, no qual está representada um sautor branco em fundo vermelho. No caso da Escócia, a utilização de um fundo azul para a Cruz de Santo André datará, pelo menos, do século XV, com a primeira ilustração de uma bandeira desta forma a surgir no Register of Scottish Arms de Sir David Lyndsay of the Mount, c. 1542.
A história que conta a associação da Escócia com a Cruz de Santo André deve-se a Walter Bower e George Buchanan, que alegam que a bandeira tem origem numa batalha do século IX, na qual Óengus II liderou uma força conjunta de Pictos e Escoceses contra os Anglos, liderados por Æthelstan. Supostamente, um sautor milagroso apareceu no azul do céu e as tropas de Óengus' foram levadas rumo à vitória pelo presságio. Consistindo de um fundo azul sobre o qual está colocada uma representação em branco de uma cruz em forma de "X", o sautor é um dos símbolos mais facilmente reconhecíveis da Escócia. É uma das três cruzes que compõem a bandeira do Reino Unido.

## Incorporação na bandeira britânica
A bandeira de Santo André é uma das bandeiras que constituem a bandeira do Reino Unido, representando a Escócia, juntamente com a bandeira de São Jorge, representando a Inglaterra e a bandeira de São Patrício, representando a Irlanda.

A Cruz de Santo André. Na bandeira da União representa a Escócia.
A bandeira "escocesa" da União teve seu uso limitado à Escócia de 1606 a 1707.
A Bandeira da União utilizada na Inglaterra, Gales e externamente entre 1606 e 1801.
A Bandeira da União após a incorporação da Irlanda ao Reino Unido, em 1801.